# 대구입석초등학교
대구입석초등학교 (大邱立石初等學校)는 대한민국 대구광역시 동구 아양로 300에 있는 공립 초등학교이다.

## 역사
- 1992-09-01 대구입석초등학교 개교(19학급)
- 1993-11-19 교실증축(4개 교실)
- 1994-02-18 제1회 졸업(205명)
- 1995-09-01 제2대 김재덕 교장 부임
- 1995-09-26 교실증축(4개 교실)
- 1996-11-26 급식소 및 교실3실 증축
- 1998-09-01 제3대 이대영 교장 부임
- 2001-09-01 제4대 장병출 교장 부임
- 2001-12-06 4개교실 증축
- 2003-03-01 대구광역시교육청 지정미술과 시범학교
- 2003-09-01 제5대 천정길 교장 부임
- 2004-03-01 29학급 편성
- 2004-10-20 대구광역시지정 미술과 교육시범학교 보고회
- 2005-01-05 5개교실 증축
- 2005-03-01 29학급 편성
- 2006-03-01 31학급(특수학급 1)
- 2007-03-01 28학급(특수학급 1)
- 2007-09-01 제7대 김광탁 교장 부임
- 2008-03-01 28학급(특수학급 1)
- 2008-06-01~2008-12 과학실,보건실,급식실 현대화 및 급식실 엘리베이터 설치
- 2009-01-01 교육복지투자우선지역 선정
- 2009-03-01 26학급(특수학급 1)
- 2009-05-01~2009-07 영어실, 복지실, 돌봄교실, 모둠학습실 현대화
- 2010-03-01 25학급(특수학급 1)
- 2011-02-16 제18회 졸업식
- 2011-03-01 24학급(특수학급 1)
- 2011-09-01 제8대 김경철 교장 부임
- 2012-03-01 23학급(특수학급 1)
- 2013-01-31 Wee 클래스 설치
- 2013-02-15 제20회 졸업(116명, 총 3187명)
- 2013-03-01 22학급(특수학급 1포함)
- 2014-02-13 제21회 졸업(98명, 총 3285명)
- 2014-03-01 21학급(특수학급 1학급 포함) 편성
- 2014-05 강당 착공
- 2015-01-17 다목적강당(선돌관) 준공
- 2015-02-13 제22회 졸업(76명, 총 3,361명)
- 2015-03-01 19학급(특수학급 1학급 포함) 편성